# A集團軍
A集團軍（德語：Heeresgruppe A）是第二次世界大戰中，納粹德國德意志國防軍下的一個集團軍。在法國戰役期間，
該集團軍擔負的責任為穿越及突破森林茂密的阿登地區，此行動為镰刀收割（黃色計畫（Fall Gelb）的一部分），並為德軍帶來巨大的成功，行動中，集團軍從側翼包圍了法軍及其盟友的精銳，最終導致了法國投降。
1942年，東線的南方集團軍被分割成A集團軍及B集團軍，A集團軍負責進攻高加索地區。1945年，在納粹德國瓦解前幾個月，A集團軍被更名為中央集團軍，原中央集團軍則被更名為北方集團軍。

## 1940年，西線戰場
在德軍入侵低地國及法國時，A集團軍是由倫德施泰特大將指揮，並負責從阿登地區突破，集團軍下轄45½個師，包含克萊斯特裝甲軍團中（第22軍）的7個裝甲師。
- 第4軍團（克魯格 大將）
  - 第5軍（魯奧夫 步兵上將）
    - 第211步兵師（庫爾特·雷納（英语：Kurt Renner） 少將）
    - 第251步兵師（Hans Kratzert 少將）
    - 第263步兵師（弗朗茨·卡爾（英语：Franz Karl (general)） 少將）

  - 第8軍（沃爾特·海茨（英语：Walter Heitz） 步兵上將）
    - 第8步兵師（魯道夫·科赫-埃爾帕奇（英语：Rudolf Koch-Erpach） 中將）
    - 第28步兵師（約翰·辛胡伯（英语：Johann Sinnhuber） 少將）

  - 第2軍（史特勞斯 步兵上將）
    - 第12步兵師（塞德利茨-庫爾茲巴赫 中將）
    - 第32步兵師（弗朗茨·伯梅 中將）

  - 第15軍（霍特 步兵上將）
    - 第5裝甲師（約阿希姆·利默爾森 中將）
    - 第7裝甲師（隆美爾 少將）
    - 第62步兵師（沃爾特·凱納（英语：Walter Keiner） 少將）
- 第12軍團（利斯特 大將）
  - 第6軍（奧托·威廉·福斯特（英语：Otto-Wilhelm Förster））
  - 第3軍（庫爾特·哈瑟）
  - 第17軍（維爾納·基尼茨（英语：Werner Kienitz））
- 第16軍團（布施 步兵上將）
  - 第7軍（歐根·里特爾·馮·肖伯特）
  - 第13軍（菲廷霍夫）
  - 第23軍（阿爾布雷希特·舒伯特（英语：Albrecht Schubert） 中將）
- 克萊斯特裝甲軍團（第22軍）
  - 第19軍（古德里安）
    - 第1裝甲師（弗里德里希·基什內爾（英语：Friedrich Kirchner））
    - 第2裝甲師（魯道夫·維爾（英语：Rudolf Veiel））
    - 第10裝甲師（費迪南德·沙爾（英语：Ferdinand Schaal））
    - 大德意志步兵團

  - 第41軍（英语：II Army Corps (Wehrmacht)）（萊因哈特）
    - 第6裝甲師（維爾納·肯普夫）
    - 第8裝甲師（阿道夫-弗里德里希·昆岑（英语：Adolf-Friedrich Kuntzen））
    - 第2步兵師（保羅·巴德（英语：Paul Bader））

  - 第14軍（古斯塔夫·安東·馮·維特斯海姆（英语：Gustav Anton von Wietersheim））
    - 第13裝甲師（弗里德里希-威廉·馮·羅斯基希和潘希（英语：Friedrich-Wilhelm von Rothkirch und Panthen））
    - 第29摩托化步兵師（威利巴爾德·馮·朗格曼和埃倫坎普（英语：Willibald von Langermann und Erlencamp））
- 預備隊
  - 第40軍（英语：XXXX Panzer Corps）（施圖姆 中將）
    - 第4步兵師（埃里克-奧斯卡·漢森 中將）
    - 第87步兵師（Bogislav von Studnitz 中將）
    - 第211步兵師（庫爾特·雷納（英语：Kurt Renner） 中將）
    - 第263步兵師（弗朗茨·卡爾（英语：Franz Karl (general)） 中將）
    - 第267步兵師（恩斯特·費斯曼（英语：Ernst Feßmann） 中將）

## 1942年，東線戰場
1942年，南方集團軍位在俄羅斯南部，為了發動稱為藍色方案（Fall Blau）的夏季攻勢，南方集團軍被拆分為A集團軍及B集團軍，A集團軍負責向南攻佔高加索地區的油田。
此時的A集團軍下轄以下部隊：
- 第1裝甲軍團（前身為克萊斯特裝甲軍團）
- 第11軍團
- 第17軍團
- 羅馬尼亞第三軍團

## 1944~1945年，東線戰場
1944年9月23日，位在波蘭南部及喀爾巴阡山脈地區的北烏克蘭集團軍被更名為A集團軍，此為A集團軍第三度成立，並負責防衛波蘭南部及斯洛伐克。
下轄部隊為：
- 第9軍團
- 第4裝甲軍團
- 新成立的第17軍團
- 第1裝甲軍團

在蘇聯紅軍於維斯度拉河發起維斯度拉河-奧得河攻勢並於巴拉諾夫突破後，1945年1月16日，陸軍總參謀部的行動部門負責人博吉斯瓦夫·馮·博寧上校允許了A集團軍撤退，此命令直接與希特勒堅守不退的命令相違背。雖然A集團軍成功逃脫並重組，博寧上校於1945年1月19日蓋世太保逮捕並監禁。
1945年1月25日，希特勒重新命名了三個集團軍，北方集團軍被更名為庫爾蘭集團軍；中央集團軍被更名為北方集團軍；A集團軍則被更名為中央集團軍。

## 指揮官
| 任次 |                       | 指揮官                                  | 就职           | 离职           | 任职时间 |
| ---- | --------------------- | --------------------------------------- | -------------- | -------------- | -------- |
| 1    | 格特·馮·倫德施泰特    | 元帥 格特·馮·倫德施泰特 （1875–1953）   | 1939年10月15日 | 1940年10月1日  | 11个月   |
| 2    | 威廉·利斯特           | 元帥 威廉·利斯特 （1880–1971）          | 1942年7月10日  | 1942年9月10日  | 2个月    |
| 3    | 阿道夫·希特勒         | 阿道夫·希特勒 （1889–1945）             | 1942年9月10日  | 1942年11月21日 | 2个月    |
| 4    | 埃瓦爾德·馮·克萊斯特  | 元帥 埃瓦爾德·馮·克萊斯特 （1881–1954） | 1942年11月22日 | 1943年6月      | 6个月    |
| 5    | 休伯特·蘭茨（英语：Hubert Lanz） | 山地兵上將 休伯特·蘭茨 （1896–1982）    | 1943年6月      | 1943年7月      | 1个月    |
| (4)  | 埃瓦爾德·馮·克萊斯特  | 元帥 埃瓦爾德·馮·克萊斯特 （1881–1954） | 1943年7月      | 1944年3月25日  | 8个月    |
| 6    | 斐迪南·舍爾納         | 大將 斐迪南·舍爾納 （1892–1973）        | 1944年3月25日  | 1944年3月31日  | 6天      |
| 7    | 約瑟夫·哈爾佩         | 大將 約瑟夫·哈爾佩 （1887–1968）        | 1944年9月28日  | 1945年1月17日  | 3个月    |
| (6)  | 斐迪南·舍爾納         | 大將 斐迪南·舍爾納 （1892–1973）        | 1945年1月17日  | 1945年1月26日  | 9天      |

## 參謀長
| 任次 |                                     | 參謀長                                       | 就职           | 离职           | 任职时间 |
| ---- | ----------------------------------- | -------------------------------------------- | -------------- | -------------- | -------- |
| 1    | 埃里希·馮·曼施坦因                  | 中將 埃里希·馮·曼施坦因 （1887–1973）        | 1939年10月26日 | 1940年2月1日   | 98天     |
| 2    | 喬治·馮·索登斯特恩（英语：Georg von Sodenstern）        | 步兵上將 喬治·馮·索登斯特恩 （1889–1955）    | 1940年2月6日   | 1940年10月1日  | 238天    |
| 3    | 漢斯·馮·格萊芬伯格（英语：Hans von Greiffenberg）        | 中將 漢斯·馮·格萊芬伯格 （1893–1951）        | 1942年7月10日  | 1943年2月23日  | 228天    |
| 4    | 阿爾弗雷德·高斯（英语：Alfred Gause）           | 中將 阿爾弗雷德·高斯 （1896–1967）           | 1943年2月23日  | 1943年5月13日  | 79天     |
| (3)  | 漢斯·馮·格萊芬伯格（英语：Hans von Greiffenberg）        | 中將 漢斯·馮·格萊芬伯格 （1893–1951）        | 1943年5月13日  | 1943年7月16日  | 64天     |
| 5    | 漢斯·羅蒂格（英语：Hans Röttiger）               | 中將 漢斯·羅蒂格 （1896–1960）               | 1943年7月16日  | 1944年3月24日  | 252天    |
| 6    | 瓦爾特·溫克                         | 中將 瓦爾特·溫克 （1900–1982）               | 1944年3月24日  | 1944年7月22日  | 120天    |
| 7    | 沃爾夫-迪特里希·馮·西蘭德（英语：Wolf-Dietrich von Xylander） | 中將 沃爾夫-迪特里希·馮·西蘭德 （1903–1945） | 1944年9月28日  | 1945年2月15日† | 208天    |